# Петричоло Али (Катанцаро)
Петричоло Али је насеље у Италији у округу Катанцаро, региону Калабрија.
Према процени из 2011. у насељу је живело 197 становника. Насеље се налази на надморској висини од 74 м.